# 国際連合リベリア・ミッション
国際連合リベリア・ミッション（こくさいれんごうリベリア・ミッション United Nations Mission in Liberia,UNMIL）はリベリアに展開していた国際連合平和維持活動。2003年9月19日の国際連合安全保障理事会決議1509により設立された。第二次リベリア内戦（リベリア内戦）の和平推進を任務としている。

## 概要
第一次リベリア内戦後、リベリアは西アフリカ諸国経済共同体平和維持軍(ECOMOG)と国際連合リベリア監視団(UNOMIL)の助力を得た和平推進によりチャールズ・テーラーが1997年に大統領に就任した。しかし、情勢は不穏なままであり、1999年より再び本格的な内戦状態に入った。政府軍に対しリベリア民主和解連合(LURD)やリベリア民主運動(MODEL)が対立状態にあった。2003年には首都モンロビアも騒乱状態に入った。
2003年7月下旬からは西アフリカ諸国経済共同体による平和維持軍(ECOMIL)およびアメリカ軍などの多国籍軍が平和維持軍として展開を開始した。治安の回復が図られるとともに、チャールズ・テーラー大統領は8月11日に辞任しナイジェリアへと亡命した。この結果、政府・反政府勢力間で和平合意が結ばれ、停戦に至った。
2003年9月19日に安保理決議1509が採択され、国際連合リベリア・ミッション(UNMIL)が設立された。UNMILはリベリアにおける和平のために、停戦合意の検証、武装勢力の武装解除および社会復帰支援、人権擁護の推進、治安状況の回復支援、和平合意の推進支援を行なう。2003年時点の規模は多国籍軍を一部引継ぎ、軍事要員15,000名（うち250名は軍事監視要員）、文民警察官1,115名などとなっている。状況の安定化に伴い兵員数の削減が行われている。
チャールズ・テーラーに対し虐殺などの行為容疑がかけられ、2005年にはその拘束や裁判支援も任務に加えられた。テーラーは2006年3月に、ナイジェリア政府が拘束、フリータウンの国際戦犯法廷へ引き渡され、2006年6月にハーグの国際刑事裁判所へと移送されている。2012年4月に、国際連合が設置する法廷での国家元首経験者に対しては史上初となる有罪判決を受けた。
リベリアは2005年には選挙が行なわれ、エレン・ジョンソン・サーリーフが大統領に就任するなど、社会情勢の安定化が進んではいるが、経済は困窮し、国民和解も道半ばであり、政府の治安維持能力も低いままであるなど、UNMIL撤退の目処は先のこととなっている。UNMILでは2011年の選挙が一つの目処と判断していた。その後、2018年3月30日にUNMILは終了した。